# 千貫石ため池
千貫石ため池（せんがんいしためいけ）は、岩手県胆沢郡金ケ崎町千貫石にあるため池である。貯水容量は516万8000立方メートル、湛水面積47ヘクタール。2010年（平成22年）3月25日に農林水産省のため池百選に選定された。

## 概要
- 1682年（天和2年）仙台藩主・伊達綱村の命により、胆沢郡相去村六原の灌漑用水源として着工。普請奉行は水沢領主・伊達宗景。初めの三年間は毎年大破したので「おいし」という若い女性を銭千貫で買い、牛とともに人柱にしたという悲しい伝説が残る[3]（この池の名前の由来は「千貫で買ったおいし」から命名されていると伝わる[4]）
- 1691年（元禄4年）工事完成[5]
- 1778年（安永7年）6月6日に大雨により決壊し下流に甚大な被害を及ぼした[6]ため放置されていた。
- 1924年（大正13年）旱魃による水不足を解消するため耕地整理組合が設立した。
- 1931年（昭和6年）3月31日起工
- 1935年（昭和10年）11月20日アースダムとしては竣工当時は全国最大であった。
- 1935年（昭和10年）12月1日より「六原模範農村部県営開墾計画のかんがい用水源」増堤工事を起工
- 1954年（昭和29年）県営溜池改修事業
- 1959年（昭和34年）災害復旧事業
- 1960年（昭和35年）県営千貫石老朽溜池事業から1962年（昭和37年）にかけて改修
- 1976年（昭和51年）5月11日岩手県営千貫石地区灌漑排水事業として、水路改修、堤防波返補強を起工し、
- 1985年（昭和60年）10月竣工、堤長247.5m、堤高30.7のため池となった。[7]（詳細は右表）

## アクセス

### 道路
- 岩手県道37号花巻平泉線・千貫石森林公園

### 路線バス
- 北上駅下車 タクシー

## 外部・外部リンク
- ため池百選
- 金ケ崎町・千貫石森林公園
- 岩手中部土地改良区